# Institut d'études de sécurité de l'Union de l'Europe occidentale
Cet article court présente un sujet plus développé dans : Institut d'études de sécurité de l'Union européenne.
Institut d'études de sécurité de l'Union de l'Europe occidentale est l'ancien nom de ce qui est devenu l'Institut d'études de sécurité de l'Union européenne après la dissolution de l'Union de l'Europe occidentale et le transfert de certaines de ses prérogatives à l'Union européenne.